# Vigliuscollege

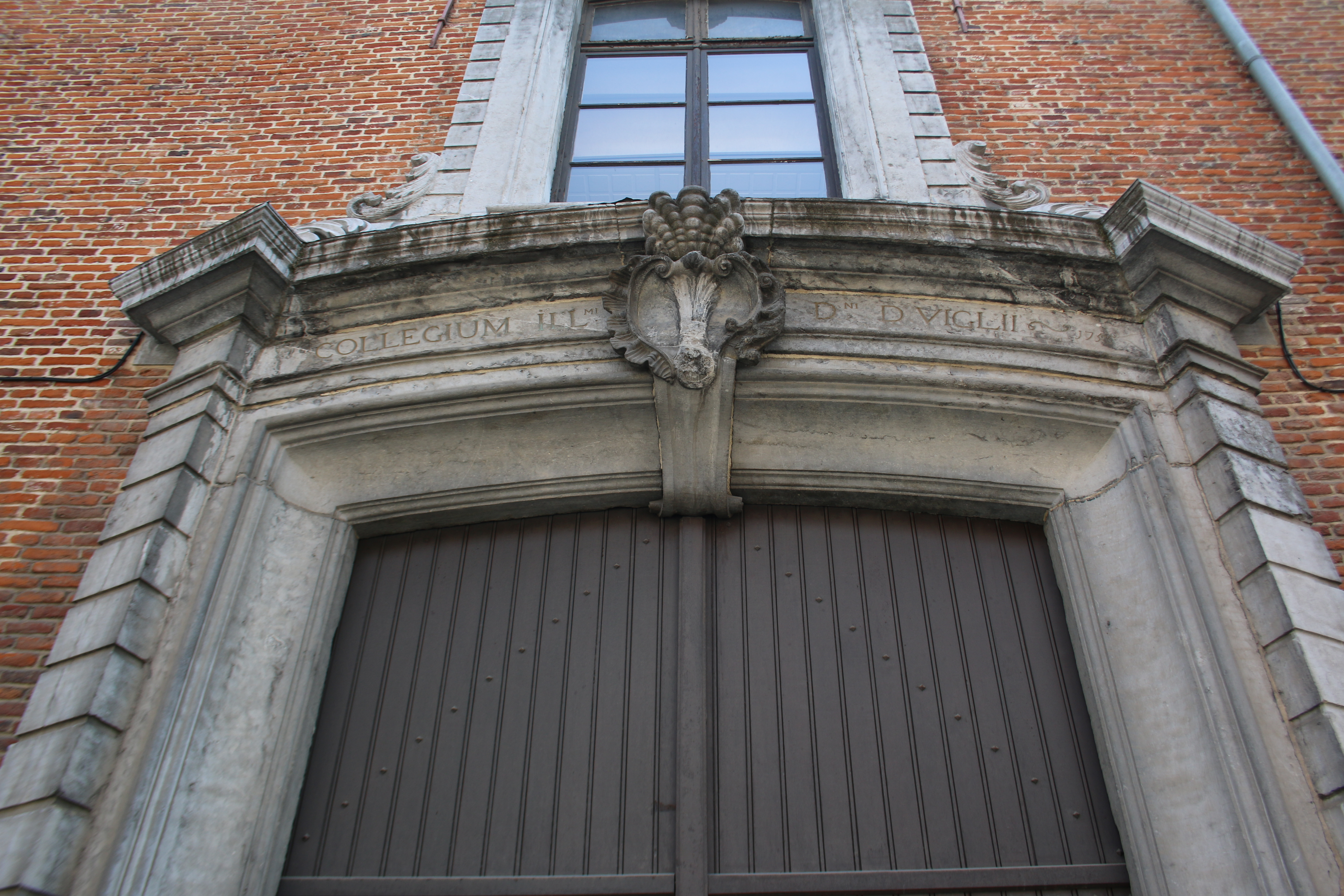
Poort van het Vigliuscollege in de Naamsestraat (Leuven, België)

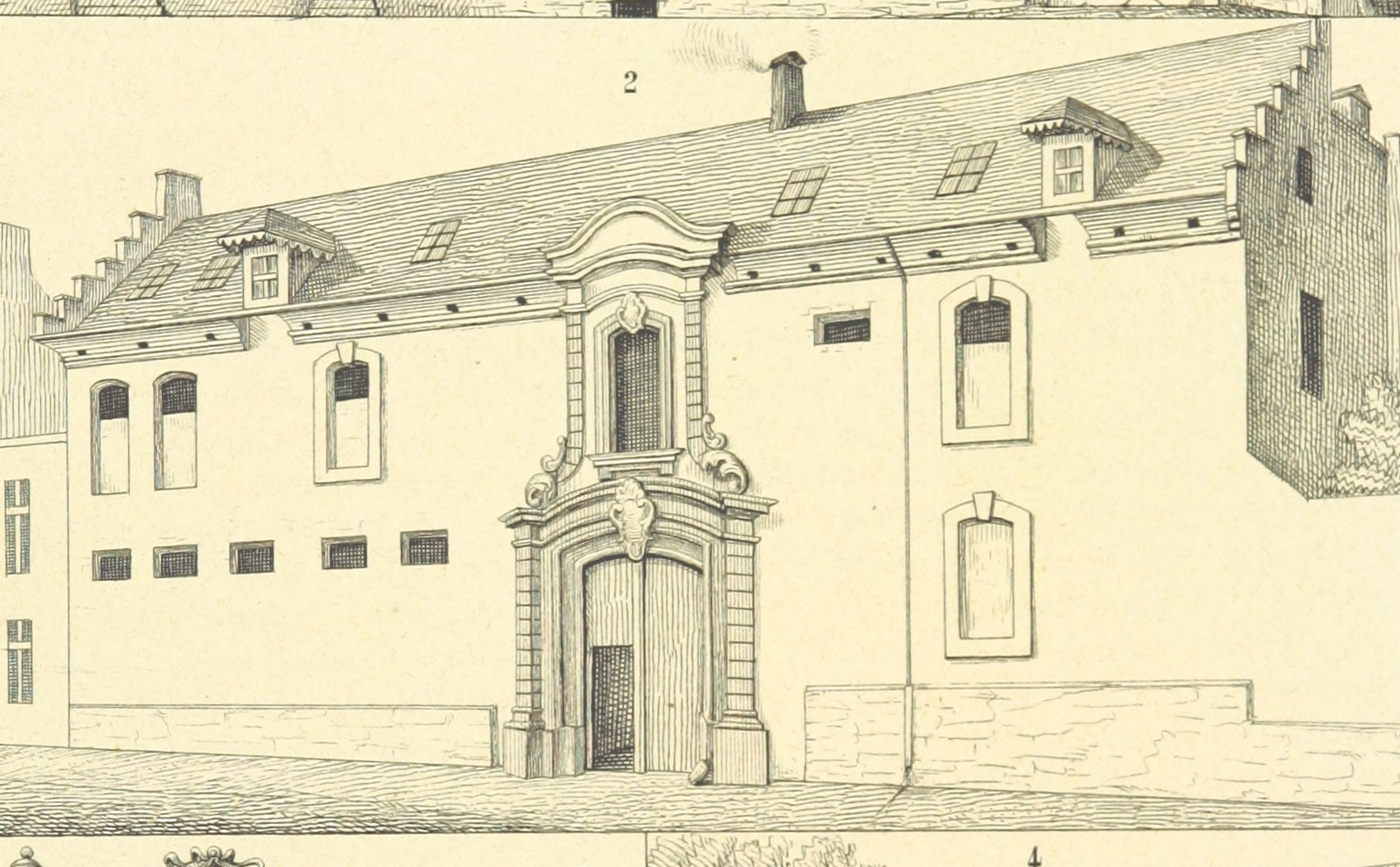
Vigliuscollege door Edward Van Even

Het Vigliuscollege (1569 - 1797) was een studiehuis van de oude Universiteit van Leuven in de Zuidelijke Nederlanden.
Wigle van Aytta uit het Friese Swichum, of in het Latijn, Viglius ab Aytta Zuichemus, stichtte het college (1569), gelegen in de Naamsestraat in Leuven. Door de afschaffing van de universiteit door de Fransen, kwam er een einde aan het Vigliuscollege (1797). Hierna had het gebouw militaire bestemmingen.

## Andere namen
- het Fries college, genoemd naar de Friese afkomst van Viglius. Friese studenten in Leuven woonden er.
- het Gents college, genoemd naar zijn functie van gemijterd proost van het Sint-Baafskapittel in Gent. Gentse priesterstudenten uit dit kapittel, ook genoemd koralen, waren er gevestigd voor hun studie in Leuven.[2]
- het College van de Tarweschoof, naar het wapenschild van Viglius met de tarweschoof, wat boven de toegangspoort hangt. Deze naam was gebruikelijk in de Leuvense volksmond.[3]

## Academische carrière van Viglius
Wanneer Viglius als student in Leuven aankwam (1522), had hij de lagere wijdingen van de roomse kerk ontvangen in Friesland. Hij studeerde in Leuven niet voor priester maar voor jurist. Hij verbleef in het Drietalencollege. Hij studeerde verder aan andere universiteiten en hij werd hoogleraar in de Ludwig-Maximiliaansuniversiteit, in de periode dat deze in Ingolstadt gevestigd was. Hij onderhield relaties met meerdere universitaire gemeenschappen.

## College van Viglius

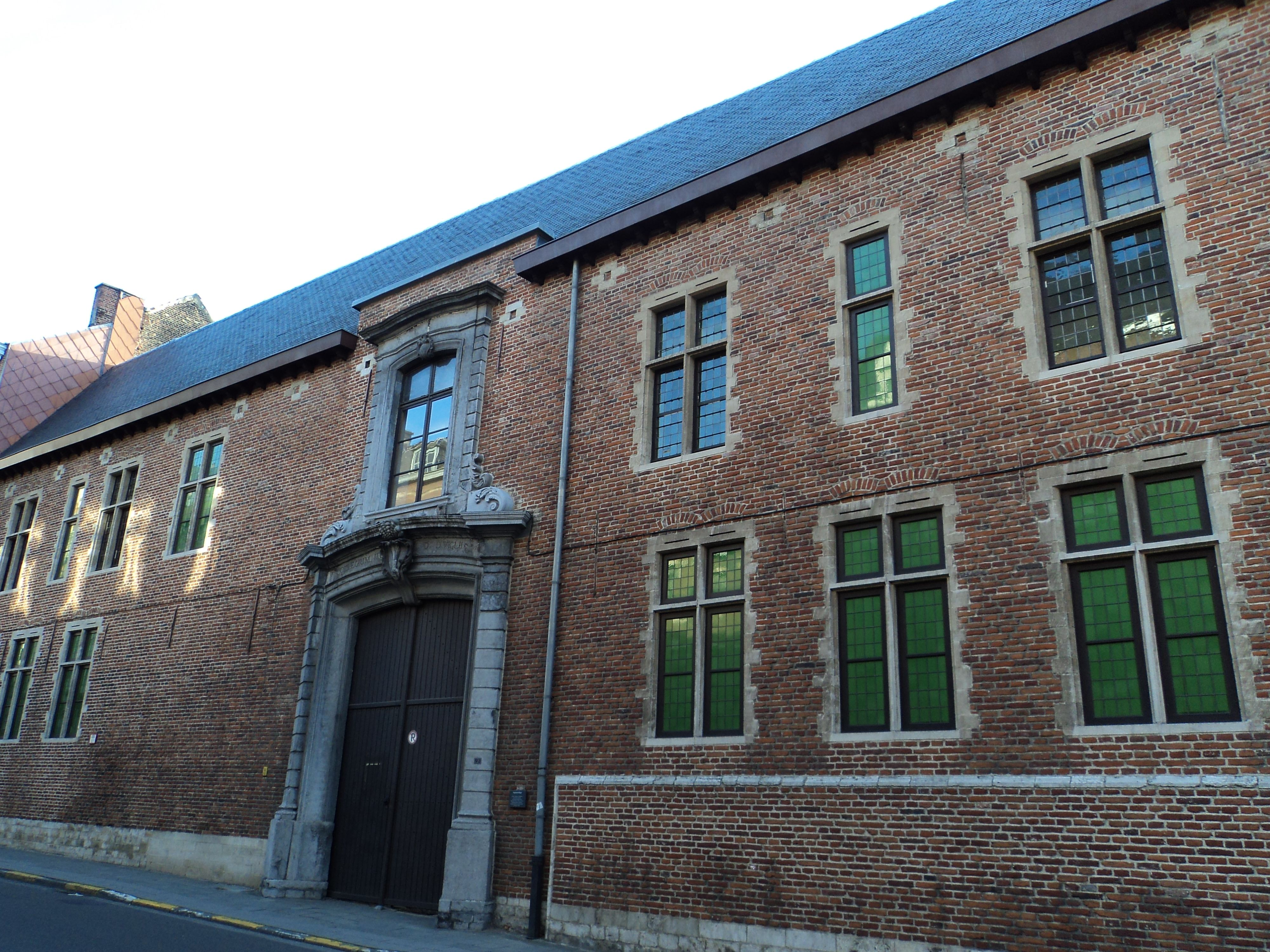
Toegangspoort met bovenaan een schelp met een tarweschoof, het wapenschild van Viglius.

Later, op het hoogtepunt van zijn ambtelijke en politieke carrière in de Spaanse Nederlanden, kocht Viglius een studiehuis in Leuven (1567). Het was het herenhuis van Gaspar Schetz, heer van Wezemaal. Het pand lag in de toenmalige Heverleese straat, vandaag een deel van de Naamsestraat. Het pand had een uitgebreide tuin die reikte tot in de Parkstraat. Het college had een dubbel doel voor hem:
1° Aan 12 jongemannen beurzen schenken zodat deze aan de universiteit van Leuven konden studeren in de filosofie, theologie of rechten. Hun basisjaren aan de universiteit moesten ze afleggen in de Pedagogie Het Varken in Leuven. Viglius preciseerde dat de beurzen moesten gaan naar 6 Friese studenten en 6 Gentse studenten.
2° Viglius zocht een archief of bibliotheek om zijn eigen geschriften en publicaties, maar ook deze van andere rechtsgeleerden onder te brengen.
De patroonheilige van het Vigliuscollege was Bonifatius, missionaris in Friesland. Koning Filips II van Spanje hoorde van het initiatief van deze Nederlandse staatsman en schonk 12.000 florijnen aan het College. Viglius stierf in 1577 en zijn erfenis bestond grotendeels uit een stichting voor zijn College.
In 1579 woedde er een brand in het College, maar de schade werd snel hersteld.
Grote verbouwingswerken vonden plaats in de jaren 1751-1755. De toenmalige president van het Vigliuscollege was Guillielmus Van Linthout, pastoor van de Sint-Kwintenskerk in de Naamsestraat. Hij koos voor de architect Jacques-Antoine Hustin (1709-1787). Hustin was bekend door de bouw van andere colleges in Leuven: het Sint-Annacollege, het Hollands College en het Sint-Ivocollege. Het Vigliuscollege werd een groots gebouw met Lodewijk XV-stijl ingangspoort en bestond uit een U-vorm. Dit vormt het uitzicht van het gebouw vandaag.
Met het Frans bestuur in Leuven sloot de universiteit van Leuven haar deuren, alsook het Vigliuscollege. Het College bleef leeg staan.

## De Tarweschoofkazerne
Het Frans bestuur gebruikte de grote Collegebouwen om haar cavalerie onder te brengen. Dit gebeurde vanaf 1805. De stad Leuven werd eigenaar doch diende het gebruik van het gebouw af te staan aan de Staat. De Leuvenaars gaven als naam aan de kazerne, de Tarweschoofkazerne, als een herinnering aan het College van de Tarweschoof. Tijdens het Verenigd Koninkrijk der Nederlanden, gebruikte de Koninklijke Marechaussee de kazerne. Na de Belgische onafhankelijkheid bleef het gebouw een kazerne, midden in de stad. Afwisselend verbleven er de Belgische cavalerie, de Rijkswacht en de artillerie er. De tuin van het College werd volgebouwd met paardenstallen. Een aantal grote vensters werd dicht gemetseld. Bovendien kwam er een grote toegang via de achterzijde, aan de Parkstraat.
In 1955 vond de eigendomsoverdracht plaats van de stad naar de Belgische staat. Het Vigliuscollege werd voortaan het Belgisch centrum van de Central Europe Pipeline System van de NAVO. Ook vandaag blijft het militair eigendom. Sinds 2009 is het college een beschermd stadsgezicht.